# Drosanthemum
Drosanthemum és un gènere de plantes suculentes endèmiques de Sud-àfrica. Conté 129 espècies.

## Descripció
És una planta amb les fulles carnoses i cilíndriques que es fa servir com una gespa en jardins. Les flors són rosades, vermelles o porpres. Són subarbusts.

## Taxonomia
Aquest gènere va ser descrit per Martin Heinrich Gustav Schwantes i publicat en Zeitschrift für Sukkulentenkunde. Berlín 3: 29. 1927.
Etimologia
Drosanthemum deriva de les paraules del grec: drosos i anthos, que signifiquen 'rosada' i 'flor', que descriuen les cèl·lules plenes d'aigua en les fulles de moltes plantes d'aquest gènere que són similars a gotes de rosada.

## Algunes espècies
- Drosanthemum acuminatum
- Drosanthemum acutifolium
- Drosanthemum albens
- Drosanthemum albiflorum
- Drosanthemum ambiguum
- Drosanthemum diversifolium
- Drosanthemum bicolor
- Drosanthemum floribundum
- Drosanthemum speciosum